# Форрест, Алан
Алан Форрест (англ. Alan Forrest, род. 19 декабря 1945) — британский историк, специалист по изучению истории Французской революции и Наполеоновских войн, член Королевского исторического общества (Великобритания). Президент Международной комиссии по истории Французской революции (2005—2015). Главный редактор «Кембриджской истории Наполеоновских войн» (2022—2023).

## Биография
После школы поступил в Абердинский университет, который окончил в 1967 году. В 1971 году защитил в Оксфорде докторскую диссертацию (PhD), которую подготовил под руководством Ричарда Кобба. В 1974—1989 годах читал курс французской истории в университете Манчестера. В 1989 году за большие заслуги в изучении истории Франции удостоен французским правительством Ордена Академических пальм. В 1989—2012 годах работал в университете Йорка, занимая в частности посты проректора по науке (1997—2000) и руководителя Центра по изучению XVIII века (2004—2010). С 2012 года является почётным профессором университета Йорка.
В 2000—2005 и 2015—2020 годах занимал пост вице-президента, а в 2005—2015 годах — президента Международной комиссии по истории Французской революции.
C 2008 года А. Форрест является соруководителем серии монографий «Война, культура, общество 1750—1850 годов» (War, Culture and Society, 1750—1850) в издательстве Palgrave Macmillan.
В 2018—2020 годах руководил лабораторией западноевропейских и средиземноморских исторических исследований Государственного академического университета гуманитарных наук в Москве.

## Научные труды

### Монографии
- Society and politics in revolutionary Bordeaux. London, 1975.
- The French Revolution and the poor. Oxford, 1981.
- La Révolution française et les pauvres. Paris, 1986.
- Déserteurs et insoumis sous la Révolution et l’Empire. Paris, 1988.
- Conscripts and deserters: the army and French society during the Revolution and Empire. New York, Oxford, 1989.
- The soldiers of the French revolution. Durham (N.C.), 1990.
- The French Revolution. Oxford, Cambridge (Mass.), 1995.
- The Revolution in provincial France: Aquitaine, 1789—1799. Oxford, 1996.
- Napoleon’s men: the soldiers of the Revolution and Empire. London, 2002.
- Paris, the provinces and the French Revolution. London, 2004.
- Napoleon and his empire: Europe, 1804—1814. Basingstoke, 2007.
- Napoleon. London, 2011.
- Napoleon: life, legacy, and image: a biography. New York, 2012.
- Au service de l’Empereur. Paris, 2013.
- The death of the French Atlantic: trade, war, and slavery in the age of Revolution. Oxford, 2020.
- За кромкой поля боя. Жизнь военных во времена Революционных и Наполеоновских войн / Пер. с англ. А. Ю. Терещенко. Москва: Политическая энциклопедия, 2022.
- Чума в Средиземноморье. Средние века и Новое время. М.: Наука, 2025. 215 с. (в соавторстве с А. В. Гладышевым, Т. В. Кущ, Е. А. Кимленко и А. В. Чудиновым).

### Ответственный редактор коллективных трудов
- Reshaping France: Town, Country and Region during the French Revolution. Manchester, 1991 (with Peter Jones)
- Enlightenment and Revolution. Essays in Honour of Norman Hampson. Aldershot, 2004 (with Malcolm Crook and William Doyle).
- Napoleon and his Empire. Europe, 1804—1814. Basingstoke, 2007 (with Philip G. Dwyer).
- Soldiers, Citizens and Civilians: Experiences and Perceptions of the Revolutionary and Napoleonic Wars, 1790—1820. Basingstoke, 2009 (with Karen Hagemann and Jane Rendall).
- The Bee and the Eagle: Napoleonic France and the End of the Holy Roman Empire, 1806. Basingstoke, 2009 (with Peter H. Wilson).
- War Memories: The Revolutionary and Napoleonic Wars in Modern European Culture. Basingstoke: , 2012 (with Etienne François and Karen Hagemann).
- The Routledge Companion to the French Revolution in World History. London, 2016 (with Matthias Middell).
- War, Demobilization and Memory: The Legacy of War in the Era of Atlantic Revolution. Basingstoke, 2016 (with Karen Hagemann and Michael Rowe).
- The Cambridge History of Napoleonic Wars. 3 vol. Cambridge, 2022—2023.

### Статьи на русском языке
- Французские солдаты и распространение революции в Европе // Исторические этюды о Французской революции. Москва: ИВИ РАН, 1998. С. 169—177.
- Английская революция в исторической памяти революционной Франции XVIII в. // Французский ежегодник 2008: Англия и Франция соседи и конкуренты. XIV-ХIХ вв. Москва, 2008. C. 156—171.
- Достойный противник или порочный дикарь? Восприятие врага в эпоху Революции и Империи // Французский ежегодник 2012: 200 лет Отечественной войны 1812 года. Москва, 2012. C. 206—222.
- Московская кампания 1812 года и создание наполеоновской легенды // Французский ежегодник 2013: «Русская кампания» Наполеона: события, образы, память. Москва, 2013. C. 224—246.
- Военная оккупация и межнациональные контакты в ходе Наполеоновских войн // Французский ежегодник 2019: Эпоха Наполеона и память о ней. Москва, 2019. С. 21-41.
- Что было «традиционным», а что «современным» в XVIII веке? // Французский ежегодник 2020: Войны и революции в Новое время. Москва, 2020. C. 5-35.
- Рабство и его отмена: «слепая зона» Наполеона? // Известия Уральского федерального университета. Сер. 2: Гуманитарные науки. 2020. Т. 22. № 3 (200). С. 9-26.
- Пережить эпидемию: опыт Великой марсельской чумы 1720 года // Французский ежегодник 2021: Эпидемии в истории Франции. Москва, 2021. C. 43-62.
- Между войной и миром: неопределенность статуса пленных в Наполеоновских войнах // Французский ежегодник. 2023. Т. 56. С. 222-247.